# Cesare de Seta
Cesare de Seta (Napoli, 23 aprile 1941) è uno storico dell'architettura e saggista italiano.

## Biografia
Professore emerito di storia dell'architettura all'Università degli Studi di Napoli Federico II, fondatore del Centro Interdipartimentale di Ricerca sull'Iconografia della Città Europea, ha insegnato a vario titolo e in diversi periodi della sua attività al Courtauld Institut of Art di Londra, al Politecnico di Zurigo e alla Columbia University, New York. Nel 1980 fu nominato Directeur d'études presso l'École des Hautes Études en Sciences Sociales a Parigi, dove ha insegnato periodicamente. Ha diretto il progetto Atlas de la ville européenne, Maison des sciences de l'homme a Parigi. Nel 1994 fu nominato Direttore dell'Istituto Italiano di Cultura a Parigi. Ha collaborato al "Corriere della Sera" fino al 1980, poi a "La Repubblica" e a "L'Espresso". Collabora a "La Nuova informazione bibliografica", Il Mulino, a "L'immaginazione" e a riviste specialistiche di storia dell'arte italiane e straniere.
Ha curato due tomi della Storia d'Italia, Einaudi (Annali, 5,  Il Paesaggio e Annali, 8, Insediamento e Territorio). Ha diretto per Laterza la collana “Le città nella storia d'Italia”, per la quale sono usciti 37 volumi, due dei quali - Napoli (1980) e Palermo con L. Di Mauro (1981) - a sua firma.
Ha curato o collaborato a mostre in Italia e all'estero: tra queste All'ombra del Vesuvio, Museo Nazionale di San Martino, Napoli; Bernardo Bellotto, Museo di Castelvecchio, Verona; L'architettura del Rinascimento, Palazzo Grassi, Venezia; Grand Tour. The Lure of Italy, Tate Gallery, Londra – Palazzo delle Esposizioni, Roma; L'immagine della città in Italia dal XV al XIX secolo, Palazzo Reale di Napoli; Il trionfo del Barocco, Torino (Stupinigi)-Washington D.C.; Luigi Vanvitelli e la sua cerchia, Palazzo Reale di Caserta. Jacob Philipp Hackert, (Palazzo Reale di Caserta), Imago Urbis Romae. L'Immagine di Roma in età moderna (Musei Capitolini, Roma) 2005; Caravaggio to Canaletto. The Glory of italian Baroque and Rococo Painting (Szepmuveszeit Muzeum, Budapest) 2013; L'immagine della città europea. Dal Rinascimento al secolo dei Lumi,(Museo Correr, Venezia), 2014. Imago Urbis. La memoria del luogo attraverso la cartografia dal Rinascimento al Romanticismo, con N. Osanna Cavadini (Museo Centro culturale Chiasso), 2016.

## Opere

### Saggi di storia dell'arte e dell'architettura
- Cartografia della città di Napoli. Lineamenti dell'evoluzione urbana, Edizioni scientifiche italiane, 1969, 3 voll.
- La cultura architettonica in Italia tra le due guerre, Laterza, 1972.
- Raffaello Giolli. L'architettura razionale, curatela, Laterza, 1972.
- Raffaello Giolli, Arte e architettura 1910-1944, Archivio Cattaneo, curatela. Cernobio, 2012
- Storia della città di Napoli dalle origini al Settecento, Laterza, 1973.
- Città, territorio e Mezzogiorno in Italia, Einaudi, 1976.
- Giuseppe Pagano. Architettura e città durante il fascismo, curatela, Laterza, 1976 e 2008, Jaca Book.
- Architettura e città barocca, con Anthony Blunt, Guida, 1973 e 1986.
- Quale storia dell'arte, curatela, Guida, 1977.
- Giuseppe Pagano, fotografo, curatela, Electa, 1979.
- Lodovico Belgiojoso. Intervista sul mestiere di architetto, curatela, Laterza, 1979.
- Origini ed eclisse del Movimento Moderno, Laterza, 1980.
- Palermo, con Leonardo Di Mauro, Laterza, 1980.
- Ville vesuviane, con Leonardo Di Mauro e Maria Perone Rizzoli, 1980.
- Architettura ambiente e società a Napoli nel ‘700, Einaudi, 1981.
- Architettura del Novecento, Utet, 1981.
- Architettura, ambiente e società a Napoli nel '700, Einaudi, 1982.
- Storia d'Italia. Annali 5. Il paesaggio, curatela, Einaudi, 1982.
- Capri, ERI, 1983.
- Le filande di Sarno, con Gaetano Milone, Laterza, 1984.
- Storia d'Italia. Annali 8. Insediamenti e territorio, curatela, Einaudi, 1985.
- Le città capitali, curatela, Laterza, 1985.
- Imago Urbis, prefazione di André Chastel, Franco Maria Ricci, 1986.
- Luoghi e architetture perdute, Laterza, 1986.
- Edoardo Persico, curatela, Electa Napoli, 1987.
- Real Teatro di San Carlo, Franco Maria Ricci, Milano 1987.
- La città e le mura, curatela con Jacques Le Goff, Laterza, 1989.
- Ray Man. Man Ray, Art &, 1989.
- Città verso il 2000. Viaggio alla scoperta dell'architettura e dell'urbanistica alle soglie del XXI secolo, Mondadori, 1990.
- Il Real Palazzo di Caserta, Guida, 1991.
- Napoli fra Rinascimento e Illuminismo, Mondadori, 1991.
- Viale Belle Arti. Maestri e amici, Bompiani, 1992.
- Philipp Hackert. Vedute del Regno di Napoli, Franco Maria Ricci editore, 1992.
- L'Italia del Grand Tour da Montaigne a Goethe, Electa 1995.
- Città d'Europa. Iconografia e vedutismo dal XV al XIX secolo, curatela, Electa Napoli, 1996.
- La città europea dal XV al XIV secolo, Rizzoli, 1996.
- Luigi Vanvitelli, Electa, 1998.
- L'immagine delle città italiane dal XV al XIX secolo, Edizioni De Luca, 1998.
- Viaggiatori e vedutisti in Italia tra Settecento e Ottocento, Bollati Boringhieri, 1999.
- Il secolo della borghesia, Utet, 1999, 2 voll. e riproposto in unico tomo, 2001
- Viaggiatori e vedutisti in Italia tra Settecento e Ottocento, Bollati-Boringhieri, 1999.
- L'architettura a Napoli tra le due guerre, curatela, Electa Napoli, 1999.
- Luigi Vanvitelli e la sua cerchia, curatela, Electa Napoli, 2000.
- L'Europa moderna. Cartografia urbana e vedutismo, curatela con Daniela Stroffolino, Electa Napoli, 2001.
- Palazzo Zevallos Stigliano, Terra ferma, 2002 e 2007.
- Architetture della fede, Bruno Mondadori, Milano, 2002.
- L'architettura della modernità tra crisi e rinascite, Bollati-Boringhieri, 2002.
- Napoli tra Barocco e Neoclassico, Electa, 2002.
- Tra oriente e occidente. Città e iconografia dal XV al XIX secolo, curatela, Electa Napoli, 2004.
- Hackert, catalogo di Claudia Nordhoff, Electa Napoli, 2005.
- Il mito dell'Italia e altri miti, UTET, 2005.
- Le lettere e le arti, Aragno, 2006.
- Roma. Cinque secoli di vedute, Electa Napoli, 2006.
- Iconografia delle città in Campania. Napoli e i centri della provincia, curatela con Alfredo Buccaro, Electa Napoli, 2006.
- Jacob Philipp Hackert e la linea analitica del paesaggio in Europa, Electa Napoli, 2007.
- Bella Italia. Patrimonio e paesaggio tra mali e rimedi, Electa, Milano 2007.
- Iconografia delle città in Campania. Le province di Avellino, Benevento, Caserta e Salerno, curatela con A. Buccaro, Electa Napoli, 2007.
- Viaggi controcorrente, Aragno, 2007. Premio Estense
- Perché insegnare storia dell'arte, Donzelli, 2008.
- La città dei cartografi, curatela con Brigitte Marin, Electa Napoli, 2008.
- I centri storici della provincia di Napoli. Struttura, forma, identità urbana, curatela con Alfredo Buccaro, Edizioni Scientifiche Italiane, 2009.
- La città europea. Origini, sviluppo e crisi della civiltà urbana in età moderna e contemporanea, il Saggiatore, 2010.
- Il fascino dell'Italia nell'età moderna. Dal Rinascimento al Grand Tour, Raffaello Cortina, 2011.
- Ritratti di città. Dal Rinascimento a secolo XVIII, Einaudi, 2011.
- Venezia e Moby-Dick, Consorzio Venezia Nuova, Venezia, 2012
- L'iconografia delle città svizzere e tedesche, dai prototipi alla fotografia, curatela con Daniela Stroffolino, Edizioni Scientifiche Italiane, 2012.
- Viale Belle Arti, III edizione aggiornata e ampliata, Bompiani, Milano 2013.
- Biennali Souvenir, Electa, Milano 2013.
- Prefazione a Cesare Brandi, Disegno dell'architettura italiana, Castelvecchi, Roma 2013.
- L'Italia nello specchio del Grand Tour, Rizzoli, Milano 2014
- Venezia e Moby Dick, Neri Pozza, Milano 2016
- L'arte del viaggio, Rizzoli, Milano 2016
- Capri. Una biografia, Castelvecchi, Roma, 2016
- Napoli. Dalle origini all'Ottocento. Aggiornamento bibliografico a cura di Massimo Visone, Arte'm, Napoli 2016.
- Le dita rosse e blu, La pittura di Hermann Hesse, Armando Dadò editore, Locarno, 2017
- La città. Da Babilonia alla Smart City, Rizzoli, Milano 2017
- La civiltà architettonica in Italia dal 1945 a oggi, Longanesi, Milano 2017
- La rete dei saperi nelle università napoletane da Federico II a oggi, curatela, voI., I e II Arte'm, Napoli, 2018
- La civiltà architettonica in Italia 1900-1944. Arte e architettura, Clean, Napoli, 2019.
- Sulle strade delle lettere e delle arti, Neri Pozza, Milano, 2020,
- Arti della modernita, Jaca Book, Milano, 2021

### Romanzi
- Era di maggio, Rusconi, Milano 1991, III ed. Hacca, 2009
- La dimenticanza, Pironti, Napoli 1994.
- Terremoti, Aragno, Torino, 2003, finalista al Premio Strega. ristampa ultima, Colonnese & freends, Napoli, 2021
- Quattro elementi, Avagliano, Roma, 2007
- L'isola e la Senna, Jaka Book, Milano, 2019
- Malattia, Guida editore, Napoli 2023
- Fino alle fine, Colonnese editore, Napoli 2023